# Gorriti (otok)
Gorriti (špa. Isla Gorriti) je urugvajski otočić u estuariju La Plata. Nalazi se u sastavu departmana Maldonado na jugoistoku zemlje. Otok se nalazi na 700 metara udaljenosti od obale poznatog ljetovališta Punta del Este.
Duljina obalne crte otoka iznosi 1,7 kilometara, a površina 21 hektar odnosno 0,21 četvornih kilometara. Najviši vrh otoka visok je 160 metara.
Otok je 1516. godine otkrio istraživač Juan Díaz de Solís, a naseljen je od 18. stoljeća, kada je za snage Portugalskog kolonijalnog carstva imao vojnu važnost.
Godine 1806. bio je predmet spora između Španjolske, Portugala i Nizozemske. Kasnije su se u raspravu za vlasništvo nad otokom uključili i Britanci.
Otok je proglašen nacionalnom baštinom i zaštićenim prirodnim rezervatom. Poznato je turističko odredište, posebice ljeti.

## Vanjske poveznice
|  | Zajednički poslužitelj ima još gradiva o temi Gorriti (otok) |

- Otok Goritti - puntaweb.com (engl.)